# Kisszekeres
Kisszekeres is een plaats (község) en gemeente in het Hongaarse comitaat Szabolcs-Szatmár-Bereg. Kisszekeres telt 601 inwoners (2001).